# Aubrey Plaza
Aubrey Christina Plaza (Wilmington, Delaware, Estats Units, 26 de juny de 1984) és una actriu estatunidenca.